# 沙门镇
沙门镇是中华人民共和国浙江省玉环市下辖的一个乡镇级行政单位，位于玉环市东北面，东、南面濒东海，西连龙溪镇、楚门镇、清港镇，北接温岭市城南镇。辖区面积36.69平方千米，下辖23个村级行政区划单位。是浙江省中心镇、教育强镇、生态镇。2017年，全镇总人口为25884人。
沙门镇原为桐丽乡，于1986年撤乡建镇而来，得名于镇政府驻地的沙门村门口有大量的海沙。沙门镇境内有浙江省文物保护单位——泗边小鹿巡检司城遗址，中国大陆首个台湾高校实训教学中心也落户于此。沙门镇现为玉环市内的一个工业强镇。

## 区划沿革

### 建置沿革
清朝时，沙门镇辖区属十五、十六都，清末为桐林仓，后分属一到十四保。民国元年至中华人民共和国建国前为桐林乡。1950年设置桐林、果丽两乡，1952年分设桐林、果丽、白山三乡。1956年上半年三乡合并为桐丽乡，该名由桐林乡和果丽乡的名字各取一字而成。后来撤乡为管理区，又改为桐丽人民公社。1984年政社分设，复为桐丽乡。1986年，撤乡建镇，改为沙门镇。

### 行政区划
沙门镇政府驻该镇的沙门村镇前路31号，这也是该镇得名“沙门”的原因。而沙门村则得名于该村以前为海涂，门口有大量的海沙。沙门村也是沙门镇的政治、经济、文化中心。
沙门镇现下辖23个村级行政区划单位：乌岩村、张岙村、水桶岙村、泗边村、大沙湾村、沙门村、路上村、大岙里村、岭岙村、都墩村、墩头村、上山头村、里山村、外山村、干家岙村、白岭下村、小闾村、双斗村、瑶坑村、安人村、灵门村、南山岙村和日岙村；下设300个村民小组。
沙门镇现任镇长为池宇志，现任镇党委书记为骆骏骞。

## 地理环境

### 总体环境
沙门镇位于玉环－楚门半岛上的沙门平原，属海积平原、沿海半山区，地处玉环市东北部，距县城29公里，东、东南濒东海，西、西南连龙溪镇、楚门镇、清港镇，北接温岭市城南镇。辖区纵距8.61千米，横距9.23千米，总面积36.69平方千米，其中陆地35.47平方千米，水域1.22平方千米。总面积中，山地的比例最高，占61.77%；水田18.5%，旱地17.76%，水域占1.97%。占西北东部群山环抱，以大同山为主峰，海拔393米。东南部濒临东海，地势低平，土壤广阔，并有20世纪50年代后，当地人民围垦的四条海塘共一千余亩。境内河渠纵横，且峡谷间建有小闾水库、华坑水库、里山水库、日岙水库、水桶岙水库等，基本满足稻田灌溉的需要。

### 气候
沙门镇辖区属亚热带季风气候，受海洋影响，气候温和湿润。年平均气温17.7摄氏度，年降水量1577.5毫米，无霜期约300天。常年均温17℃左右，其中八月均温最高，为27℃；一月均温最低，为8℃。年均降水量2023毫米，六月降雨量为334毫米，一月份为74毫米。
| ㋀                                | ㋁       | ㋂        | ㋃        | ㋄        | ㋅        | ㋆        | ㋇        | ㋈        | ㋉        | ㋊        | ㋋       |
| 74 11 6                           | 127 12 6 | 160 16 12 | 165 17 13 | 199 22 17 | 334 23 19 | 106 26 21 | 320 27 24 | 204 24 21 | 107 22 19 | 125 17 15 | 101 12 6 |
| 平均最高及最低溫度以攝氏（℃）表記 |          |           |           |           |           |           |           |           |           |           |          |
| 降雨總量單位為（㎜）              |          |           |           |           |           |           |           |           |           |           |          |
| 資料來源：                        |          |           |           |           |           |           |           |           |           |           |          |

| 英制單位換算                      | 英制單位換算 | 英制單位換算 | 英制單位換算 | 英制單位換算 | 英制單位換算 | 英制單位換算 | 英制單位換算 | 英制單位換算 | 英制單位換算 | 英制單位換算 | 英制單位換算 |
| --------------------------------- | ------------ | ------------ | ------------ | ------------ | ------------ | ------------ | ------------ | ------------ | ------------ | ------------ | ------------ |
| ㋀                                | ㋁           | ㋂           | ㋃           | ㋄           | ㋅           | ㋆           | ㋇           | ㋈           | ㋉           | ㋊           | ㋋           |
| 2.9 52 43                         | 5 54 43      | 6.3 61 54    | 6.5 63 55    | 7.8 72 63    | 13 73 66     | 4.2 79 70    | 13 81 75     | 8 75 70      | 4.2 72 66    | 4.9 63 59    | 4 54 43      |
| 平均最高及最低溫度以華氏（℉）表記 |              |              |              |              |              |              |              |              |              |              |              |
| 降雨總量單位為英吋（㏌）          |              |              |              |              |              |              |              |              |              |              |              |

| ㋀                                | ㋁       | ㋂        | ㋃        | ㋄        | ㋅        | ㋆        | ㋇        | ㋈        | ㋉        | ㋊        | ㋋       |
| 74 11 6                           | 127 12 6 | 160 16 12 | 165 17 13 | 199 22 17 | 334 23 19 | 106 26 21 | 320 27 24 | 204 24 21 | 107 22 19 | 125 17 15 | 101 12 6 |
| 平均最高及最低溫度以攝氏（℃）表記 |          |           |           |           |           |           |           |           |           |           |          |
| 降雨總量單位為（㎜）              |          |           |           |           |           |           |           |           |           |           |          |
| 資料來源：                        |          |           |           |           |           |           |           |           |           |           |          |

| 英制單位換算                      | 英制單位換算 | 英制單位換算 | 英制單位換算 | 英制單位換算 | 英制單位換算 | 英制單位換算 | 英制單位換算 | 英制單位換算 | 英制單位換算 | 英制單位換算 | 英制單位換算 |
| --------------------------------- | ------------ | ------------ | ------------ | ------------ | ------------ | ------------ | ------------ | ------------ | ------------ | ------------ | ------------ |
| ㋀                                | ㋁           | ㋂           | ㋃           | ㋄           | ㋅           | ㋆           | ㋇           | ㋈           | ㋉           | ㋊           | ㋋           |
| 2.9 52 43                         | 5 54 43      | 6.3 61 54    | 6.5 63 55    | 7.8 72 63    | 13 73 66     | 4.2 79 70    | 13 81 75     | 8 75 70      | 4.2 72 66    | 4.9 63 59    | 4 54 43      |
| 平均最高及最低溫度以華氏（℉）表記 |              |              |              |              |              |              |              |              |              |              |              |
| 降雨總量單位為英吋（㏌）          |              |              |              |              |              |              |              |              |              |              |              |

## 市政建设

### 综合设施
2011年末，沙门镇境内共有6所幼儿园、玉环市沙门中心小学和玉环市沙门果丽小学2所小学及玉环市沙门初级中学（沙门中学）1所初中。有邮政网点1个；电信企业1家，服务网点2个；自来水厂1座；图书馆1个；医疗卫生机构9家；市场1个，50平方米以上的超市17家。
沙门镇辖区所有村委会均已通宽带、自来水、电视等基础设施，并实现了垃圾和污水的集中处理。

### 交通设施
2011年，沙门镇境内道路长度共12.8公里，桥梁共16座。甬台温复线高速公路与226省道均经过沙门镇，并设有沙门互通。规划中的台州市域铁路S1线、203省道也将途经沙门。县道田桐公路长14公里，在沙门境内经中心街至与温岭交界的瑶坑。该公路路面宽4.5～6米，为泥结碎石路面，属四级公路，分两期于1973年10月和1974年10月建成。此外，镇内有公共汽车线路3条，运营里程约25千米，实现了辖区所有村委会均有公共交通。2018年5月26日，沙门兴安客运中心正式启用，该客运中心总投资4500万元，建筑面积约1.7万平方米，一定程度上缓解了沙门交通不便的问题。

## 经济发展

### 渔业
由于沙门镇濒临东海，境内渔业发展，有灵门渔港等成熟的渔业设施。灵门渔港是一座在沙门镇境内的国家二级渔港。港地面积4.8万平方米，可停泊250艘渔船，可进行水产品加工、集散，也承担旅游观光:203。2011年，沙门镇水产品总产量达到1.8万吨。

### 农业
2017年，沙门镇共有农民合作社38家。2011年，全镇耕地面积8600亩，林地面积3万余亩，农业总产值5.8亿元；生产各类粮食3042吨，以水稻、薯类、小麦、豆类为主；生猪饲养量1.3万余头。五门牌梭子蟹、荣光牌大米等均为远近闻名的名特优农产品。此外，沙门镇还种植生产柑橘、葡萄、枇杷等产品，并进行销售。

### 工业
2018年以来，沙门镇坚持发展“工业强镇”战略，促进企业落户，多项工业经济指标在玉环市范围内领先。2017年，沙门镇共有企业407家。
沙门滨港工业城位于沙门镇境内、甬台温复线高速公路沙门互通旁，北接S226省道。建于盐田、滩涂之上，规划面积约600公顷，其中一期规划面积约200公顷。2017年底，沙门滨港工业城共入驻企业261家，其中投产117家，解决了1.6万余人的就业问题。

## 镇内名胜

### 历史遗址
沙门镇内有两处玉环市文物保护单位，其中一处后来升为浙江省文物保护单位。

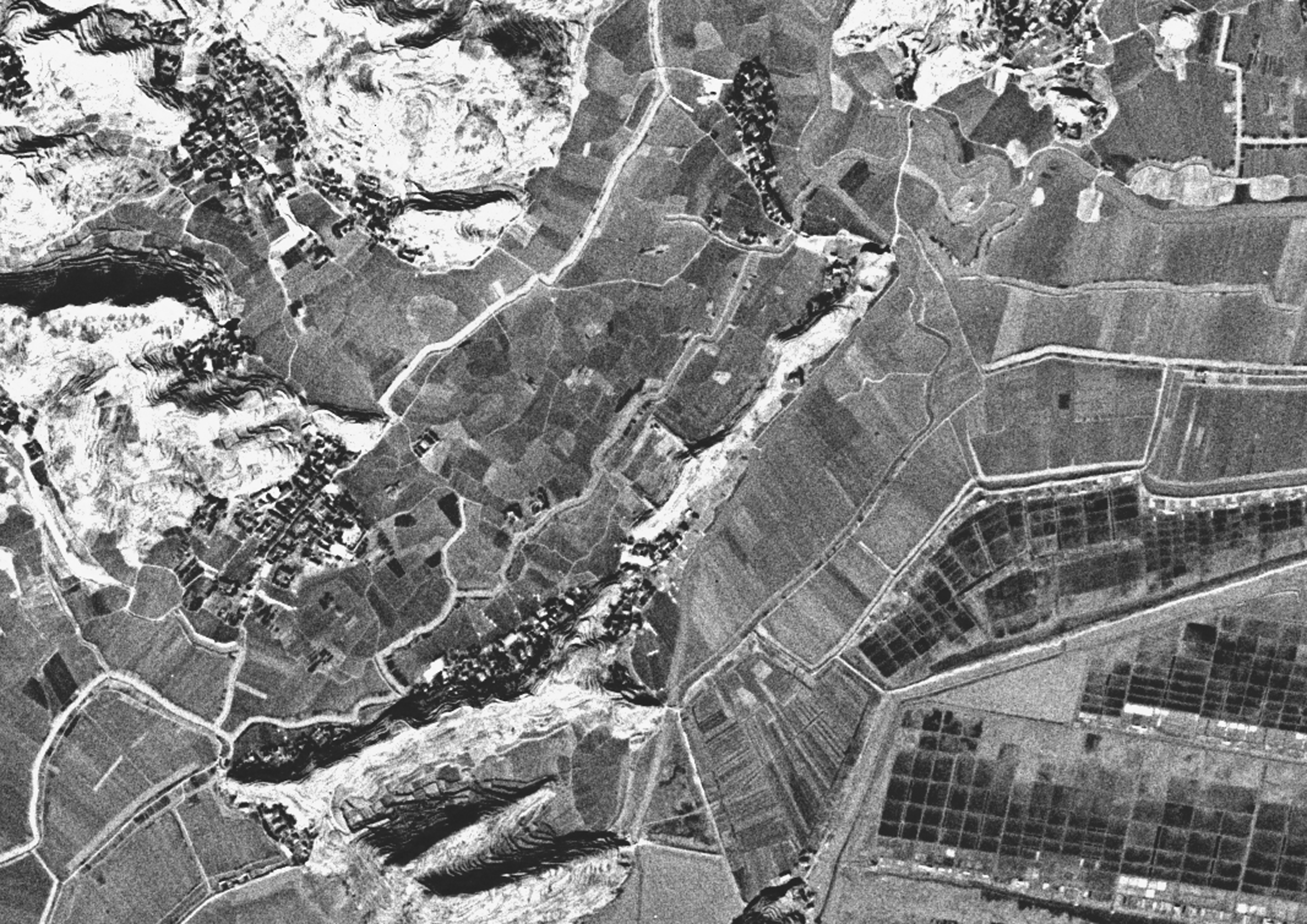
位于沙门镇泗边村的浙江省文物保护单位——泗边小鹿巡检司城遗址

泗边小鹿巡检司城遗址，又名司边土城遗址，是位于沙门镇泗边村的一处文物保护单位。位于沙门镇司边（今泗边）蛇山西麓，是明朝军队用于抗击沿海倭寇的军事遗址。2016年8月24日被列入第四批玉环市文物保护单位，2017年2月7日被列入浙江省文物保护单位。目前城墙轮廓仍清晰可辨，是玉环市的重要海防遗址。
平环桥，是一座位于沙门镇白岭下村的古桥，当地居民俗称为“拱桥头”，为玉环市文物保护单位之一。重建于1878年（清朝光绪四年），始建时间不详，曾是来往玉环市和温岭市的必经之路。

### 自然名胜
日岙鹅卵石滩位于沙门镇东北部，长700米，宽约30米，分布面积2.1万平方米。与温岭市石塘镇相望。海湾呈“W”字形。鹅卵石分布在外山岙。
小闾水库是一座位于沙门镇与温岭市交界处的水库，始建于1964年，以山区为主。正常蓄水位35.3米，对应库容为250万立方米，在防洪、灌溉、生活供水等方面具有重要作用。

## 人文

### 人口
2017年，沙门镇辖区户籍总人口达25884人，从业人员28638人。2011年，辖区总人口25828人，其中城镇常住人口102人，城镇化率6.2%；辖区内有包括土家族、苗族在内的少数民族101人，占全镇总人口的0.4%；人口出生率1.09%，死亡率0.6%，自然增长率0.49%。
| 统计年份 | 辖区总人口 | 来源   | 备注                                |
| -------- | ---------- | ------ | ----------------------------------- |
| 1984年   | 21202人    | [ 3 ]  |                                     |
| 1988年   | 22496人    | [ 23 ] |                                     |
| 1992年   | 23051人    | [ 24 ] |                                     |
| 1993年   | 23101人    | [ 24 ] |                                     |
| 1994年   | 23135人    | [ 24 ] |                                     |
| 1995年   | 23197人    | [ 24 ] |                                     |
| 1996年   | 23290人    | [ 24 ] |                                     |
| 1997年   | 23200人    | [ 24 ] |                                     |
| 2000年   | 20066人    | [ 25 ] | 第五次全国人口普查 该数字可能不精确 |
| 2010年   | 25958人    | [ 26 ] | 第六次全国人口普查                  |
| 2011年   | 25828人    | [ 2 ]  |                                     |
| 2015年   | 25901人    | [ 10 ] |                                     |
| 2016年   | 25863人    | [ 10 ] |                                     |
| 2017年   | 25884人    | [ 10 ] |                                     |

### 民风民俗
沙门地处沿海，水产品丰富，当地有一种将幼小带鱼加工成“鱼生”的方法，它成本低廉，制作简单，存放时间长，目前已经实现了工艺化。另外，绿豆面糆、洗山粉、青团、桐子叶包、锡饼等食物及其制作手艺在当地流传甚广，受到喜爱。当地的农业生产习俗、渔业生产习俗、饮食习俗、春节习俗也别具一格。

## 荣誉
- 沙门镇是浙江省中心镇、教育强镇[2]。
- 2006年5月，被评为“浙江省‘十五’人口和计划生育工作先进集体”；次年3月，被评为“台州市2006年度人口和计划生育工作先进镇”[28]。
- 2007年6月，被浙江生态省建设工作领导小组评为“浙江省省级生态镇”[28]。